# Zacharia (Zypern)
Zacharia (griechisch Ζαχαριά, türkisch Tatlıca) ist eine verlassene Gemeinde im Bezirk Paphos in der Republik Zypern. Bei der Volkszählung im Jahr 2021 hatte sie keine Einwohner.

## Name
Zacharia leitet sich vom griechischen Wort für Zucker ab. Im Jahr 1958 nahmen die Zyperntürken den alternativen Namen Tatlıca an, was „süß“ bedeutet. Es ist auch möglich, dass sein Name vom Nachnamen seines Besitzers stammt, der Zakharia hieß.

## Lage und Umgebung

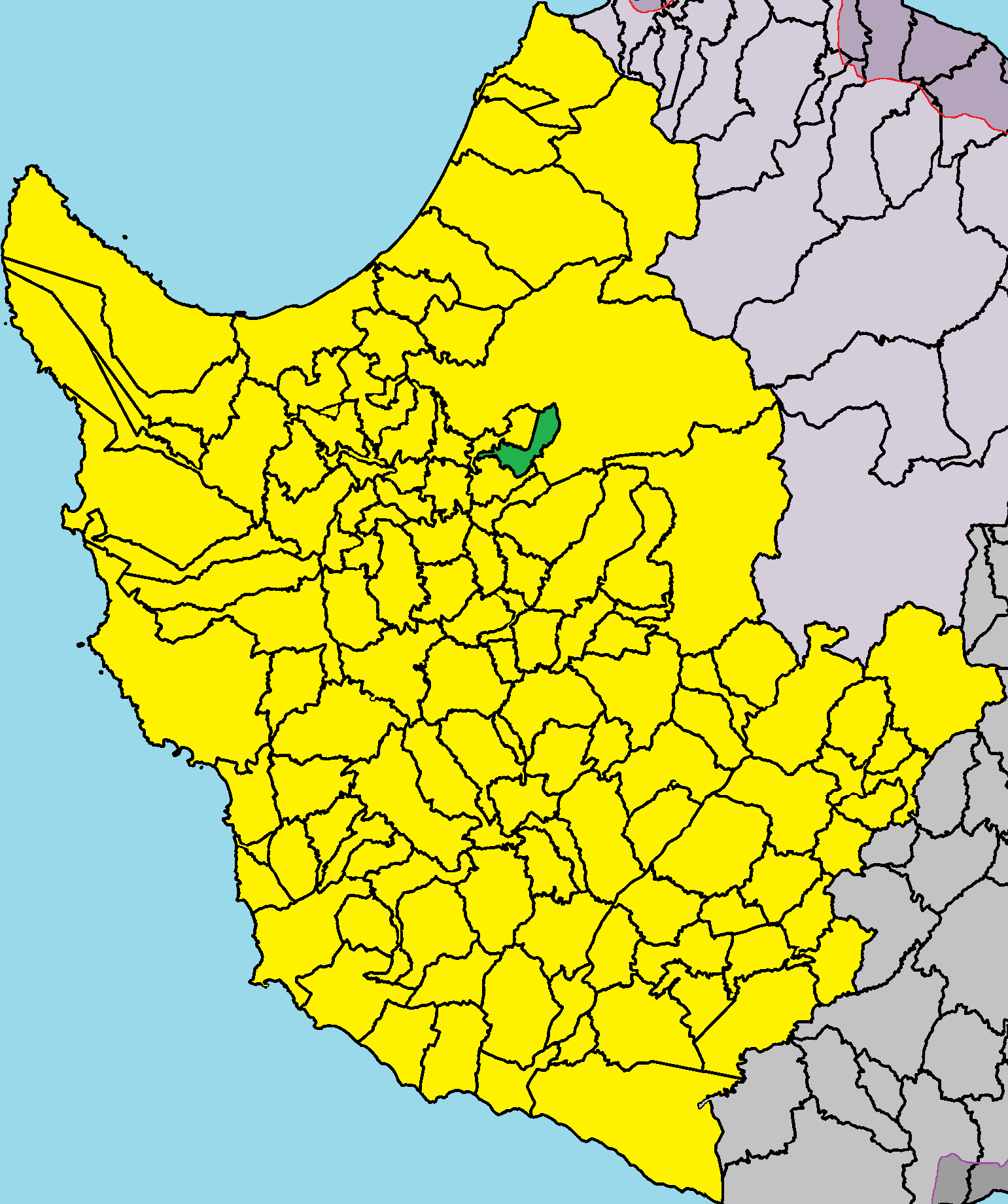
Lage im Bezirk Paphos

Zacharia liegt im Westen der Mittelmeerinsel Zypern auf einer Höhe von etwa 485 Metern, etwa 40 Kilometer nordöstlich von Paphos und etwa 180 Kilometer südwestlich von Nikosia. Das 4,16134 Quadratkilometer große Dorf grenzt im Norden an Melandra, im Osten an Lysos und im Süden an Kios. Das Dorf kann über Abzweige der Straße E723 erreicht werden.
Die durchschnittliche jährliche Niederschlagsmenge beträgt rund 640 Millimeter. Geologisch betrachtet wird das Gemeindegebiet von Basalten, Laven und Ton dominiert. Ein Teil des Waldes von Paphos, östlich von Zacharia, fällt in sein Verwaltungsgebiet. Die relativ hohen Niederschläge, die der Wald erhielt, ermöglichten das Wachstum einer reichen natürlichen Vegetation aus Kiefern, Hemlocktannen, Lärchen, Seggen und einer Vielzahl von krautigen Pflanzen.

## Geschichte
Zacharia ist auf mittelalterlichen Karten nicht eingezeichnet, wahrscheinlich weil es sich um eine kleine Siedlung handelte. Der Name zeigt jedoch, dass dieses Dorf mindestens seit der Zeit der fränkischen Besatzung existierte. Da die Siedlung bereits vor der Eroberung Zyperns durch die Osmanen 1570/71 existierte, bedeutet dies, dass sie zunächst von vertriebenen oder zum Islam konvertierten Griechen bewohnt wurde.

### Bevölkerungsentwicklung
Während der Notjahre Ende der 1950er Jahre und während des interkommunalen Konflikts von 1963 bis 1964 wurde niemand vertrieben. Die meisten Dorfbewohner blieben bei der Türkischen Invasion Zyperns bis 1975 in Zacharia, als am 3. September die Bewohner unter UNFICYP-Eskorte in den Norden der Insel verlegt wurden, der inzwischen unter türkischer Kontrolle stand. Danach war das Dorf verlassen.
Die folgende Tabelle zeigt die Bevölkerung des Dorfes, wie sie in den in Zypern durchgeführten Volkszählungen erfasst wurde.
| Jahr      | 1881 | 1891 | 1901 | 1911 | 1921 | 1931 | 1946 | 1960 | 1976 | 1982 | 1992 | 2001 | 2011 | 2021 |
| Einwohner | 56   | 72   | 83   | 91   | 97   | 92   | 116  | 89   | 0    | 0    | 0    | 0    | 0    | 0    |